# ابعتلي جواب
أغنية  "ابعتلي جواب" طقطوقة شهيرة من مقام البيات أصبحت جزءاً من التراث الغنائي لمدينة حلب. الأغنية من كلمات الشاعر السوري حسام الدين الخطيب (1889 - 1977) وألحان بكري الكردي.

## تواريخ
غناها لأول مرة صبري مدلل عام 1949 وذلك على الهواء مباشرة في إذاعة حلب، ثم غناها من بعده وعلى التوالي: محمد خيري عام 1966، ثم ليلى حلمي في إذاعة بغداد، وغناها بعد ذلك صباح فخري الذي اشتهرت الأغنية بصوته في كل البلاد العربية.